# Cladopus fukienensis
Cladopus fukienensis là một loài thực vật có hoa trong họ Podostemaceae. Loài này được (H.C.Chao) H.C.Chao mô tả khoa học đầu tiên năm 1982.